# Ron Galella
Ronald Edward Galella (10. ledna 1931, New York – 30. dubna 2022) byl americký fotograf, známý jako průkopnický paparazzi. Časopis Time a Vanity Fair Ronalda přezdívali „Paparazzo Extraordinaire “ a „Kmotr americké paparazzi kultury“ podle časopisu Harper's Bazaar byl „pravděpodobně nejkontroverznější paparazzi všech dob“. Fotografoval mnoho celebrit mimo veřejnost a získal pozornost pro své spory s některými z nich, včetně Jacqueliny Onassisové a Marlona Branda. Navzdory četným kontroverzím a tvrzením o pronásledování byla Galellova práce chválena a vystavována v uměleckých galeriích po celém světě.
Galella během své kariéry pořídil více než tři miliony fotografií osobností veřejného života.

## Raný život
Galella se narodil v New Yorku 10. ledna 1931 v rodině italského původu. Jeho otec Vincenzo byl přistěhovalec z Muro Lucana v Basilicatě, který vyráběl klavíry a rakve; jeho matka, Michelina (Marinaccio), se narodila v New Jersey imigrantům z Beneventa v Kampánii a živila se háčkováním. Po absolvování střední školy získal dvouleté stipendium na Pratt Institute v Brooklynu, ale odmítl je kvůli svým nedostatkům v matematice.
Galella pracoval jako fotograf u letectva Spojených států od roku 1951 do roku 1955, včetně během korejské války. Později navštěvoval Art Center College of Design v Los Angeles, Kalifornie, absolvoval s titulem v oboru fotožurnalistika v roce 1958. Ve volném čase Galella fotil hvězdy přijíždějící na filmové premiéry a prodával je časopisům jako National Enquirer a Photoplay. Brzy se stal známým svým fotografickým přístupem, portrétováním slavných lidí mimo záři reflektorů.

## Kariéra
Autorovy fotografie byly publikovány ve stovkách magazínů a publikací včetně Time, Harper's Bazaar, Vogue, Vanity Fair, People, Rolling Stone, The New Yorker, The New York Times, a Život. Ve své domácí temné komoře vytvářel Galella své vlastní tisky, které byly vystaveny v muzeích a galeriích po celém světě, včetně MoMA v New Yorku, San Francisco Museum of Modern Art Tate Modern v Londonýně, a Helmut Newton Foundation Museum of Photography v Berlíně.
V roce 2009 učinilo rodné město jeho otce Muro Lucano Galellu čestným občanem. V roce 2010 se jeho život stal námětem dokumentárního filmu Leona Gasta s názvem Smash His Camera. Název filmu je citát Jacqueline Kennedyové Onassisové adresovaný jejímu bezpečnostnímu agentovi poté, co Galella pronásledoval ji a její děti přes Central Park v New Yorku. Dokument měl premiéru na filmovém festivalu Sundance 2010 a získal Velkou cenu poroty za režii v kategorii U. S. Documentary. Dokument získal pozitivní recenze na 54. festivalu BFI London Film Festival ještě předtím, než jej odvysílala stanice BBC.

## Kontroverze

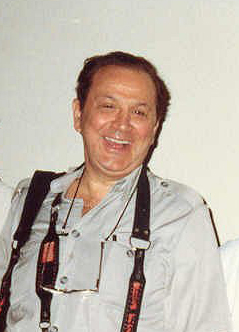
Galella v roce 1988

Galella byl známý svým obsedantním zacházením s Jacquelinou Onassisovou a následnými právními bitvami s tím spojenými. The New York Post to nazval „nejvíce závislým celeb-pap[arazzo] vztahem vůbec“. Soud z roku 1972 s volnou řečí Galella vs. Onassis měl za následek zákaz přiblížení Galelly na 50 yardů (později změněno na 25 stop) od Onassisové. Byl shledán vinným z porušení tohoto příkazu čtyřikrát a čelil sedmi letům vězení a pokutě 120 000 $; později se spokojil s pokutou 10 000 dolarů a vzdal se svého práva fotografovat Jackie a její děti.
Dne 12. června 1973 udeřil herec Marlon Brando Galellu pěstí do obličeje před restaurací v čínské čtvrti v New Yorku, zlomil fotografovi čelist a vyrazil mu pět zubů na levé straně úst. Galella sledoval Branda, kterého doprovázel Dick Cavett, do restaurace po natáčení pořadu The Dick Cavett Show dříve toho dne. Galella najal právníka Stuarta Schlesingera, aby Branda žaloval, a nakonec se spokojil se 40 000 USD. Schlesinger v dokumentu Smash His Camera z roku 2010 uvedl, že Galella obdržel dvě třetiny, ale staral se pouze o to, aby se zpráva dostala ven: „Nechci, aby si někdo myslel, že mě může bít pěstí, když ho fotím. Dostaňte ven ten příběh, ne peníze." Když Galella pronásledoval Branda příště, měl na hlavě fotbalovou helmu.
Galella jednou přišel o zub, když ho zbila ochranka Richarda Burtona. Herce žaloval neúspěšně. Elizabeth Taylorová, která byla k fotografům tolerantní, byla často slyšet, jak mumlá: „Zabiju Rona Galellu!“, ačkoli herečka později použila jeho fotografie ve své biografii. Mezi další cíle umělce patřil Elvis Presley, kterému bodyguardi prořezali pneumatiky, Brigitte Bardotová, jejíž bezpečnostní pracovníci ho shodili hadicí, restauratérka Elaine Kaufman z Elaine's mu jednou hodila na hlavu víko od koše a Sean Penn, který na něj plivl a údajně ho praštil, když byl fotografován se svou tehdejší manželkou Madonnou.
Navzdory těmto kontroverzím umělecké galerie po celém světě oceňují jeho dílo pro jeho uměleckou a společensko-historickou hodnotu. Pochválil ho Andy Warhol, který řekl: „Moje představa dobré fotografie je taková, která je zaměřena na slavnou osobnost, která dělá něco neslavného. Je to být ve špatný čas na správném místě. Proto je mým oblíbeným fotografem Ron Galella.“ Umělecký spisovatel Glenn O'Brien ho definoval jako „brilantního realistu schopného věrně reprezentovat svět“. Jeden z Galellových snímků zobrazující Jacqueline Onassisovou, přezdívaný „Windblown Jackie“, byl časopisem Time v roce 2016 zařazen mezi „nejvlivnější fotografie všech dob“.

## Osobní život
Galella si v roce 1979 vzal Betty Lou Burkeovou. Pracovala jako fotoeditor pro Today Is Sunday a následně byla jeho obchodní partnerkou. Zůstali manželé až do její smrti 9. ledna 2017 ve věku 68 let. Když mluvil o své manželce, Galella řekl: „Když Betty poprvé koupila mé fotografie k publikaci a po telefonu mi udělila pověření k zadání, zamiloval jsem se do jejího teplého měkkého, láskyplného hlasu. Poprvé jsem se s ní osobně setkal o dva roky později, 10. prosince 1978, v Kennedy Center na premiéře filmu Superman. Jediným pohledem na tu krásnou dívku jsem řekl: ,Vezmu si tě.' A o pět měsíců později jsme tak učinili. Jakmile se vzali, stali jsme se týmem."
Poté, co se přestal věnovat práci paparazzi, Galella byl aktivní jako fotograf na významných kulturních akcích. Během svých pozdějších let bydlel v Montville, New Jersey.
Galella zemřel 30. dubna 2022 ve svém domě v Montville, New Jersey. Bylo mu 91 let a před smrtí trpěl městnavým srdečním selháním.

## Výstavy
Autorovy fotografie byly vystaveny v galeriích po celé Severní Americe a Evropě:
- Photo House– Brusel, Belgie – 55 Years a Paparazzi, 2016
- Int'l Center for Photography – New York, NY – Public, Private Secret, 2017
- Staley Wise Gallery – New York, NY – 55 Years a Paparazzi, 2015
- Photology Garzón – Garzón, Uruguay – Vintage Galella, 2016
- Photology Noto – Noto, Sicily – Vintage Galella, 2015
- C/O Berlin – Berlín, Německo – Blow-Up, 2015
- Musée de l'Elysée – Lausanne, Switzerland – Paparazzi! Photographers, Stars, and Artists, 2015
- Schirn Kunsthalle – Frankfurt, Německo – Paparazzi! Photographers, Stars, and Artists, 2014
- Albertina – Blow-Up - Vídeň, Rakousko, 2014
- Fotomuseum Winterthur – Švýcarsko, 2014
- Staley-Wise Gallery – Pop, Rock & Dance, 2013–2014, New York, NY
- Centre Pompidou Paparazzi! – Metz, Francie – Photographers, Stars, and Artists, 2014
- Fundación Novacaixagalicia – Ron Galella: Paparazzo Extraordinaire! – La Coruña, Španělsko, 2013–2014 – Pontevedra, Španělsko – 2014
- Galerie La Flo – St. Tropex France – Boxing with the Stars, 2012
- Foam Fotografiemuseum Amsterdam, Nizozemsko - Ron Galella: Paparazzo Extraordinaire!, 2012
- PowerHouse Arena – Man in the Mirror: Michael Jackson by Ron Galella, 2009, Brooklyn, NY
- Lena Di Gangi Gallery – The Photographs of Ron Galella, 2009–2010, Totawa, NJ
- Irish Museum of Modern Art – Picturing New York: Photographs from the Museum of Modern Art, 2009–2010, Dublin, Irsko
- Centaur Theatre Company – Viva l'Italia, 2009, Montreal, Kanada
- MART Museo di arte moderna e contemporanea di Trento e Rovereto – Picturing New York: Photographs from the Museum of Modern Art, 2009, Rovereto, Itálie
- La Casa Encendida – 2009, Madrid, Španělsko
- Archeology Museum of Muro Lucano – Viva l'Italia, 2009 – současnost
- Palazzo Lanfranchi, Carlo Levi Hall – Ron Galella: Italian Icons, 2009, Matera, Itálie
- Hamburger Bahnfof Museum Fur Gegenwart – Celebrities: Andy Warhol and the Stars 2008– 2009
- Helmut Newton Foundation Museum of Photography – Pigozzi and the Paparazzi, 2008, Berlin, Německo
- GMW Law Offices – Offguard: Ron Galella Photography, 2008–současnost, Den Haag, Nizozemsko
- Staly-Wise Gallery – Warhol by Galella: That's Great!, 2008–současnost, New York, New York
- Galerie Wouter van Leeuwen – Warhol by Galella: That's Great!, 2008–současnost, Amsterdam, Nizozemsko
- The Hollywood Roosevelt Hotel Warhol by Galella: That's Great!, 2008–současnost, Hollywood, CA
- The Tate Modern Museum – Street + Stuido: An Urband History of Photography, 2008, Londýn, Anglie
- The Museum of Modern Art – Iconic Photos of Ron Galella acquired into collection, 2008, New York, New York
- The Museum of Modern Art – Iconic Photos of Ron Galella acquired into collection, 2007, New York, New York
- PowerHouse Arena – That 70's Show, 2007, Brooklyn, New York
- The Gershwin Hotel – 2007, New York
- PowerHouse Arena – Warhol is Dead!, 2007
- Galerie Wouter van Leeuwen – Disco Years, 2006–2007, Amsterdamn, Nizozemsko
- Buro Beelende Kunst Vlissinger Ron Galella: The One and Only Paparazzo, Brooklyn, New York
- Paul Kasmin Gallery – Disco Years, 2005–2006, New York, New York
- PowerHouse Arena – Ron Galella: The Kennedy, New York, New York
- Kunstforum – Superstars: From Warhol to Madonna, 2005–2006
- Ferragamo Gallery – Ron Galella Exclusive Diary: Caught Off-Guard, 2005, New York, New York
- Artelibro Festival of Art and Books – Ron Galella Exclusive Diary: Caught Off-Guard, 2005, Bologna, Itálie
- Galerie Wouter van Leeuwen – The Photographs of Ron Galella, 2004–2005, Amsterdamn, Nizozemsko
- Photology – Ron Galella Exclusive Diary, 2004, Miláno, Itálie
- Holt-Renfrew – Flick, 2003, Toronto, Kanada
- Paul Kasmin Gallery – The Photographs of Ron Galella, 2002, New York, New York
- Andy Warhol Museum – Ron Galella Retrospective, 2002, Pittsburgh, PA
- Serge Sorokko Gallery, 1997, New York, New York
- Nikon Gallery, 1993, New York, New York
- Octagon Club, 1987, New York, New York
- William Lyons Gallery, 1980, Coconut Grove, Florida
- Union Carbide, 1977, New York, New York
- Rizzoli Gallery, 1976, New York, New York
- G. Ray Hawkins Gallery, 1976, New York, New York
- Soho Gallery, 1972, New York, New York